# Aire culturelle

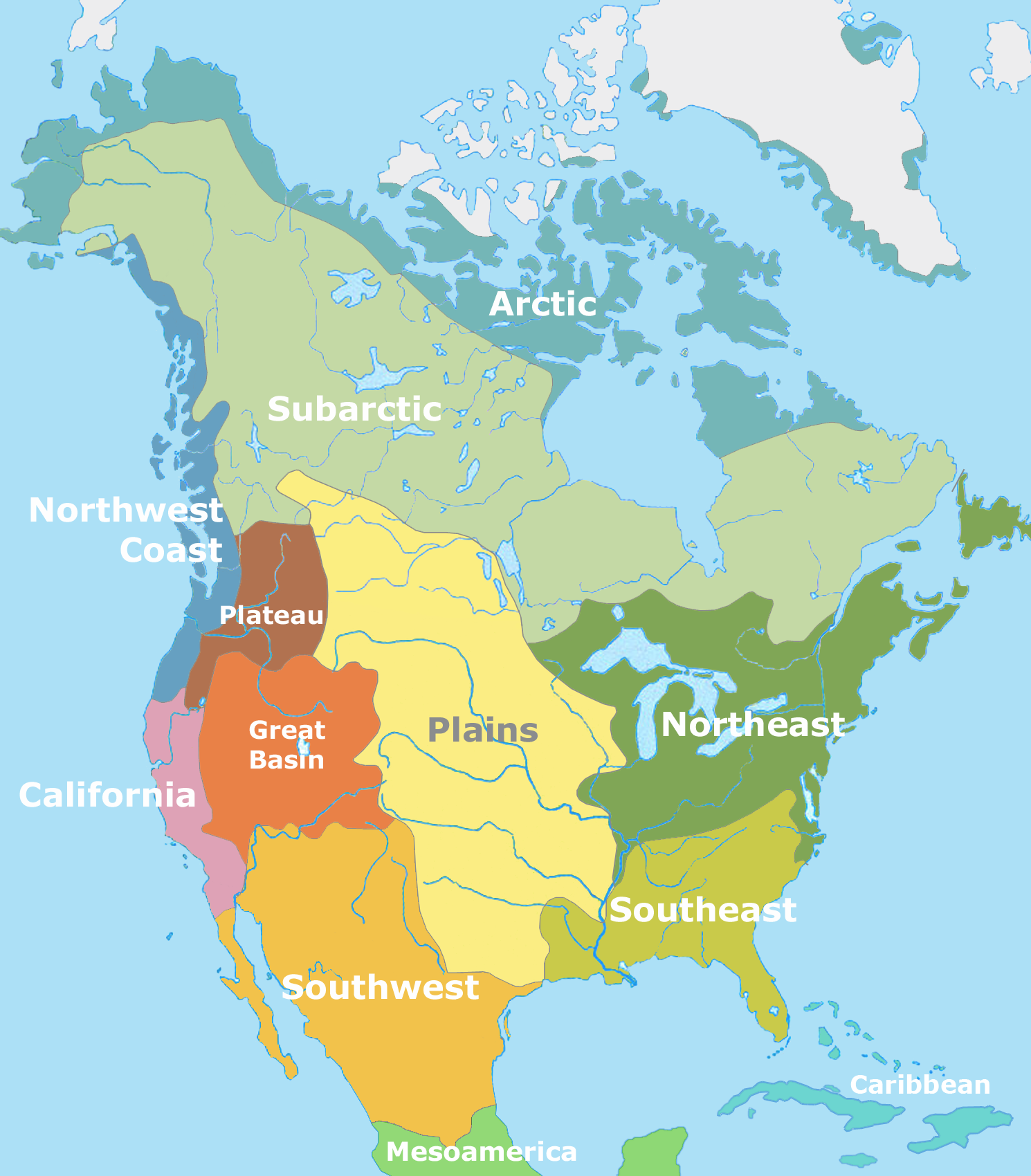
Aires culturelles des peuples nord-américains, au moment du contact avec l’Europe.

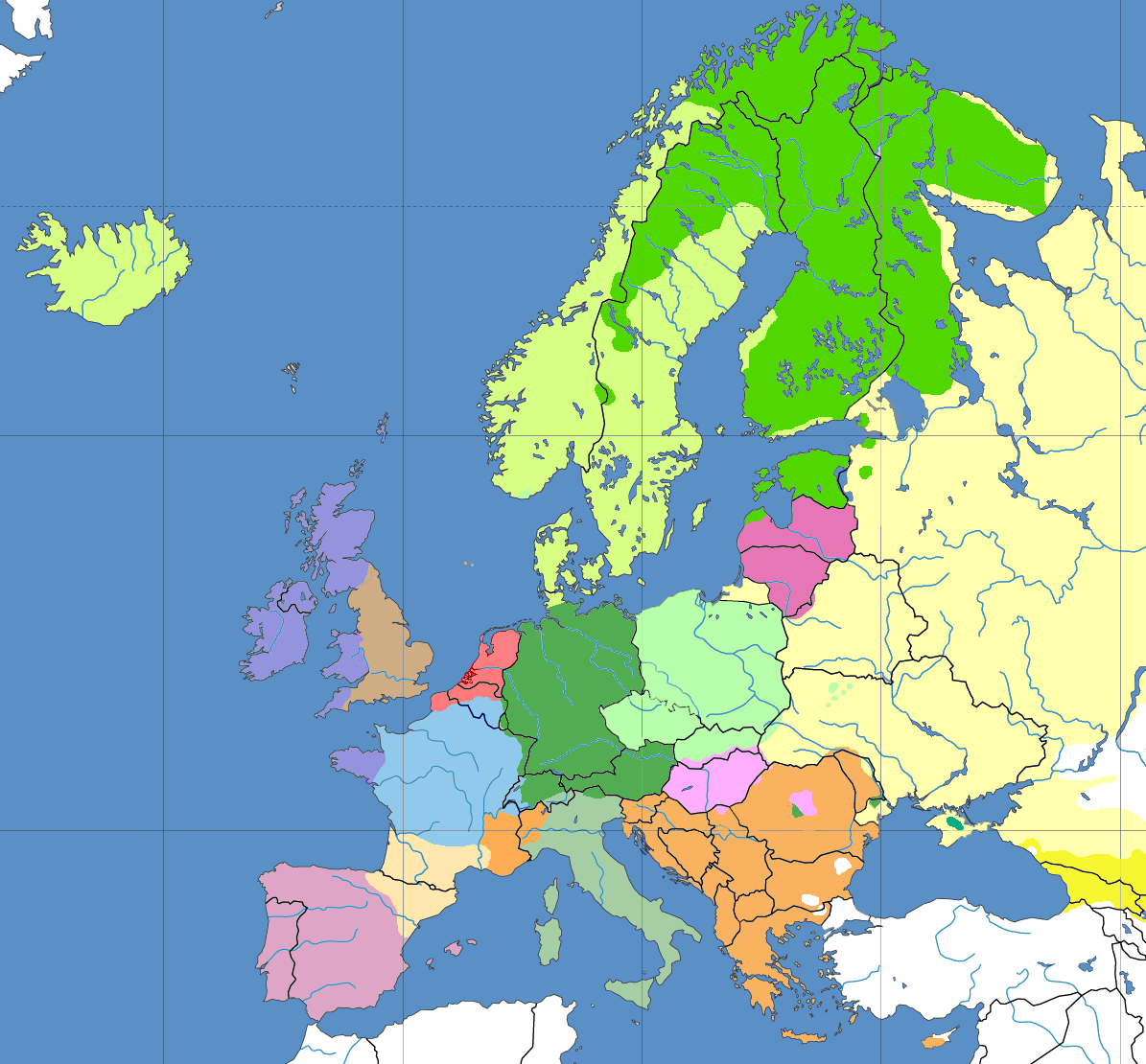
Aires culturelles en Europe (Encyclopedia Britannica, 2009)

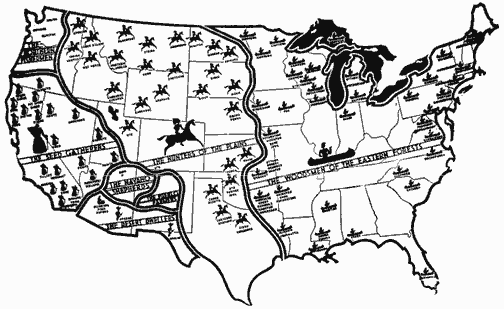
Carte de Clark Wissler des aires culturelles amérindiennes aux États-Unis (1948)

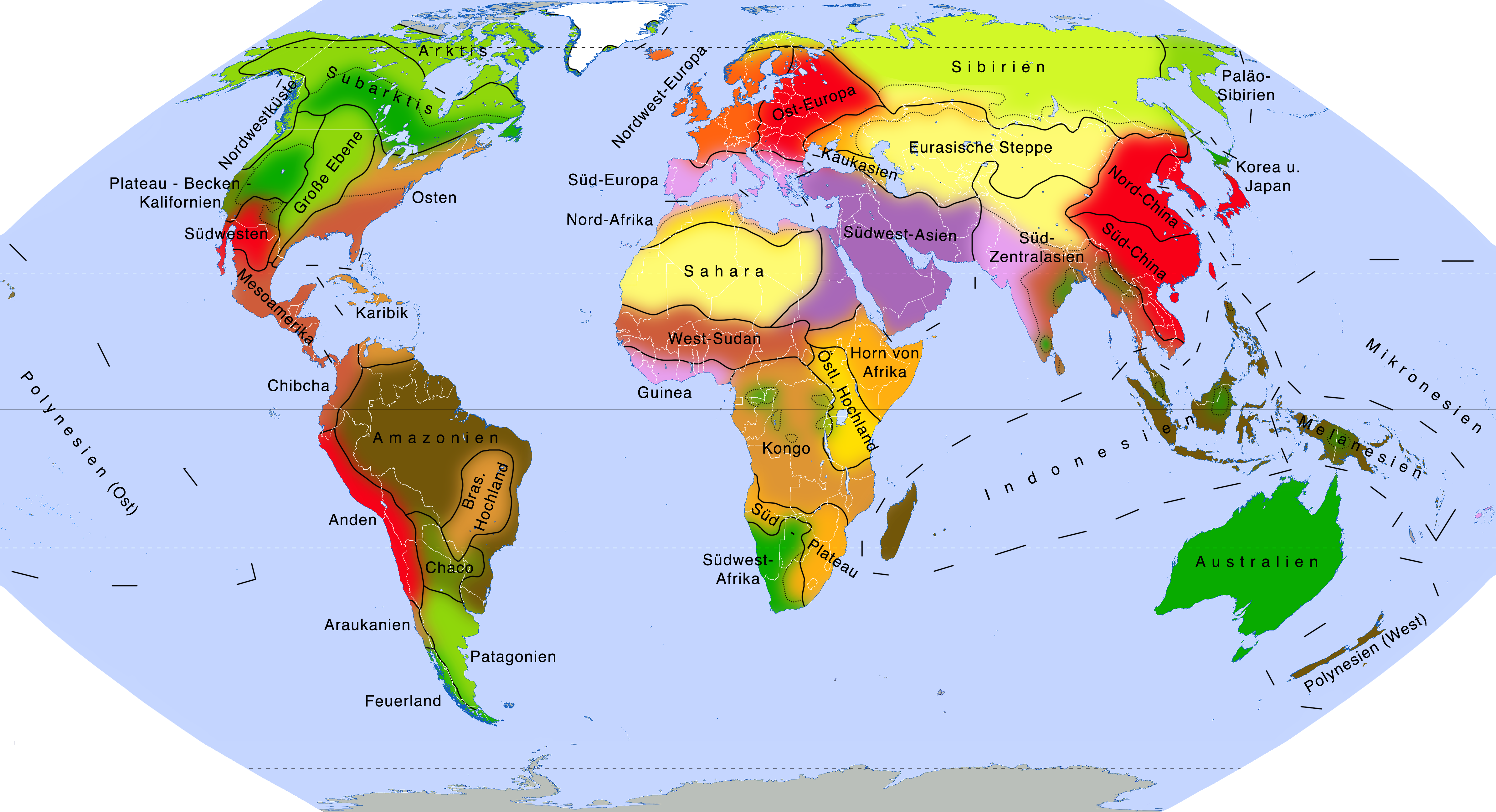
Aires culturelles du monde par Whitten et Hunter

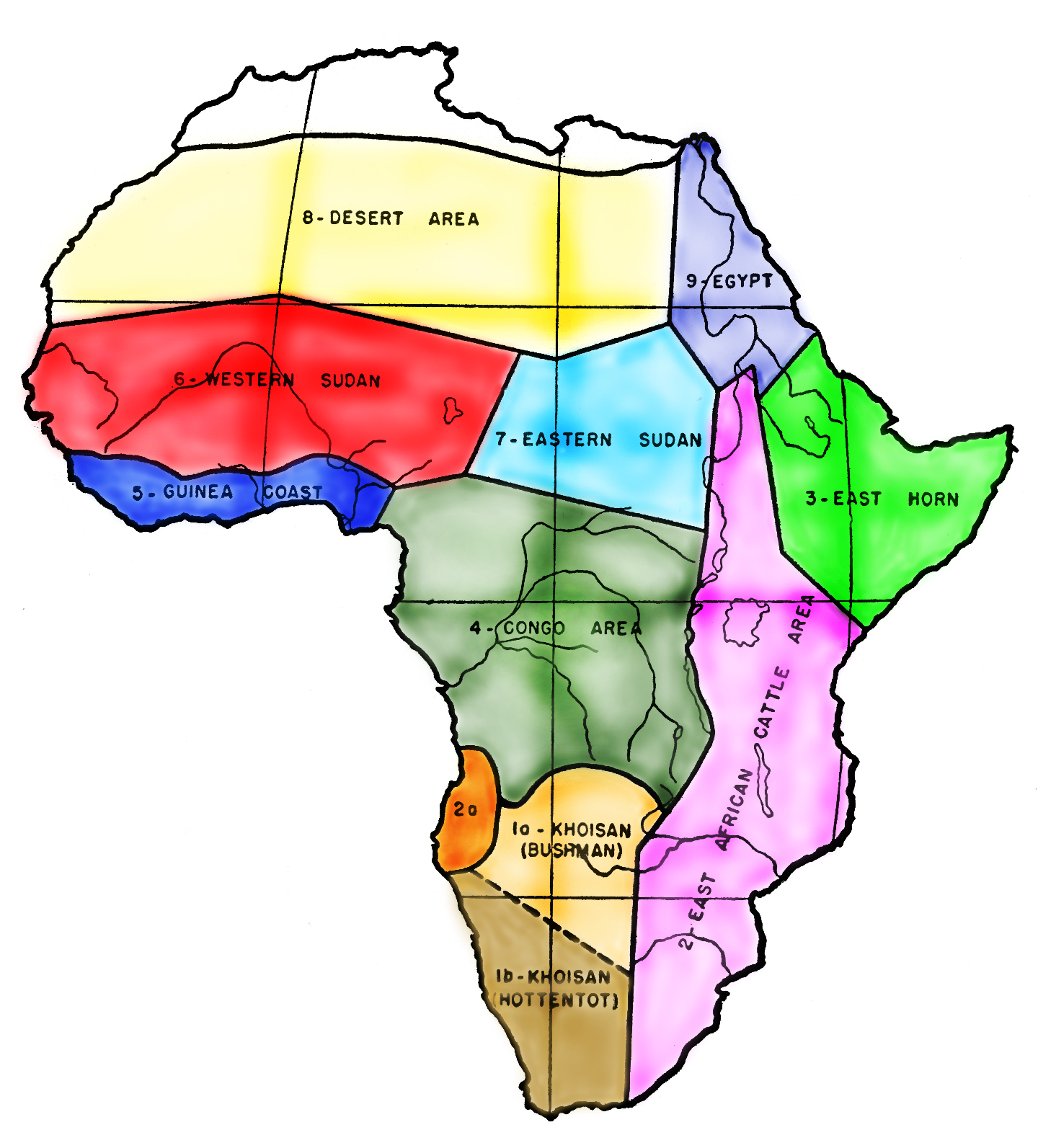
Aires culturelles d'Afrique par Melville J. Herskovits

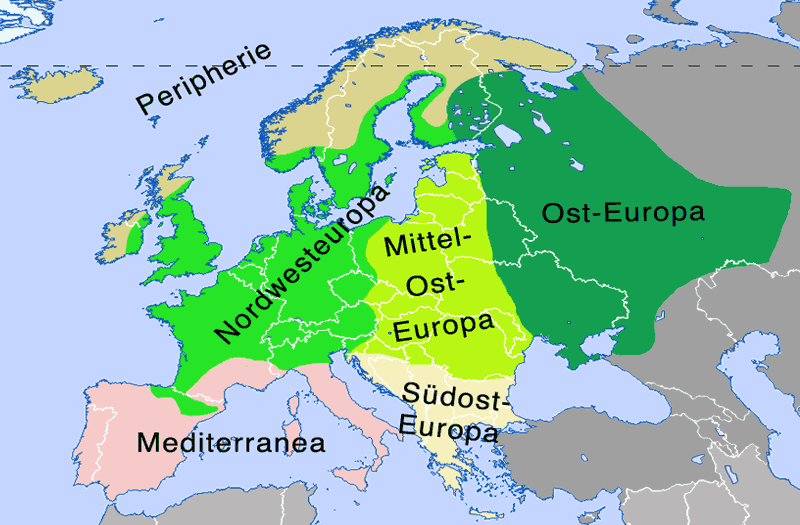
Aires historiques de l'Europe par Christian Giordano

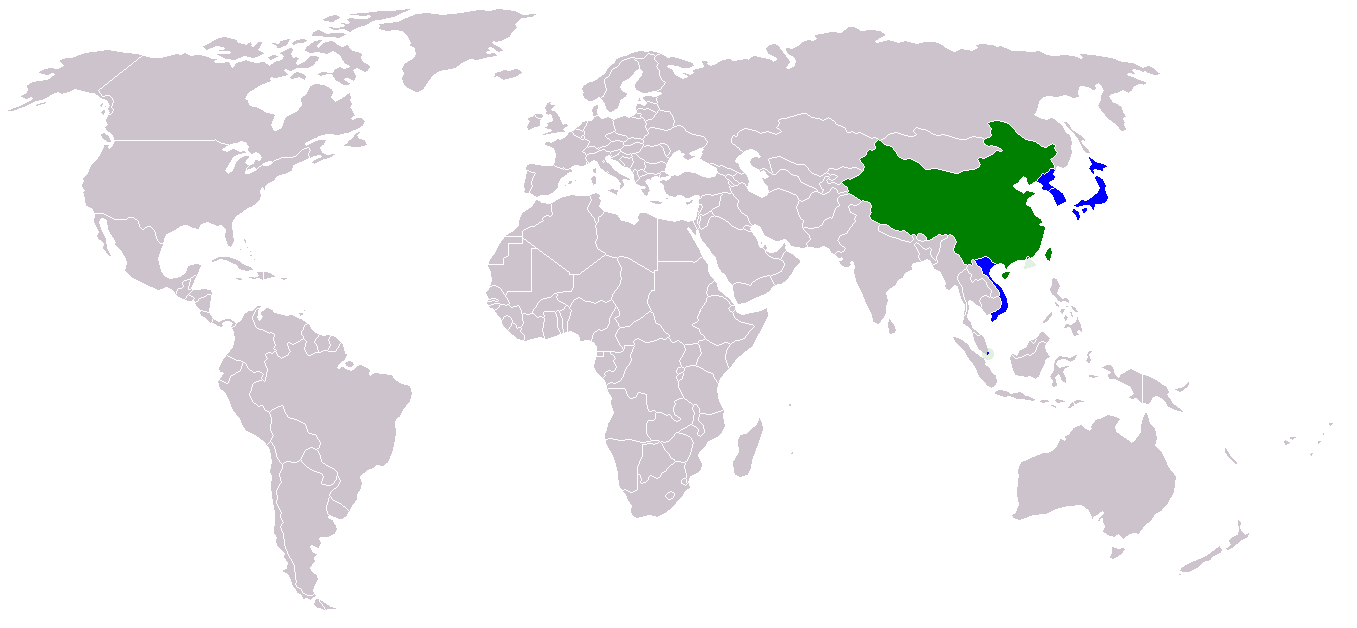
La Chine et les zones à forte influence de la culture chinoise

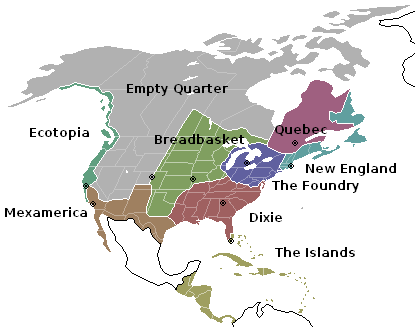
Les Neuf Nations d'Amérique du Nord

En anthropologie et en géographie, une région culturelle, une sphère culturelle, un espace culturel ou une aire culturelle désigne une géographie avec une activité humaine ou un complexe d'activités (culture) relativement homogène.  Elles sont souvent associées à un groupe ethnolinguistique et au territoire qu’il habite.  Les cultures spécifiques ne limitent souvent pas leur couverture géographique aux frontières d'un État-nation ou à de plus petites subdivisions d'un État.  Les « sphères d'influence » culturelles peuvent également se chevaucher ou former des structures concentriques de macrocultures englobant des cultures locales plus petites.  Différentes limites peuvent également être tracées en fonction de critères particuliers, tels que la religion ou le folklore, les vêtements, l’architecture, la langue, etc. 
Les aires culturelles ne sont pas considérées comme étant équivalentes à Kulturkreis (cercles de culture).

## Historique du concept
Une aire culturelle est un concept en anthropologie culturelle dans lequel une région géographique et une séquence temporelle (aire d'âge) se caractérisent par un environnement et une culture sensiblement uniformes. Le concept d'aires culturelles a été créé par les conservateurs de musée et les ethnologues à la fin du XIXe siècle pour organiser des expositions.  Clark Wissler et Alfred Kroeber ont ensuite développé le concept, en partant du principe qu’elles représentent des divisions culturelles de longue date,,. Certains critiquent le concept, arguant que la base de la classification est arbitraire. Mais d'autres chercheurs sont en désaccord et l'organisation des communautés humaines en aires culturelles reste une pratique courante dans toutes les sciences sociales. La définition des aires culturelles connaît un regain d'intérêt pratique et théorique alors que les spécialistes des sciences sociales mènent davantage de recherches sur les processus de mondialisation de la culture.

## Les types
Une région culturelle formelle est une région habitée par des personnes partageant un ou plusieurs traits culturels, tels que la langue , la religion ou un système de subsistance.  C'est un domaine relativement homogène en ce qui concerne un ou plusieurs traits culturels.  Le géographe qui identifie une région culturelle formelle doit situer les frontières culturelles.  Étant donné que les cultures se chevauchent et se mélangent, ces frontières sont rarement nettes, même si un seul trait culturel est cartographié. Il existe donc des aires culturelles frontières plutôt que des lignes.  Les zones s'élargissent avec chaque trait culturel supplémentaire pris en compte, car aucun trait n'a la même distribution spatiale.  En conséquence, au lieu d’avoir des frontières claires, les régions culturelles formelles révèlent un centre ou un noyau, où les traits caractéristiques sont présents.  Loin du noyau central, les caractéristiques s'affaiblissent et disparaissent.  Ainsi, de nombreuses aires culturelles formelles affichent un noyau-périphérie. 
Contrairement à l'homogénéité culturelle abstraite d'une aire culturelle formelle, une aire culturelle fonctionnelle peut ne pas être homogène sur le plan culturel. il s'agit plutôt d'une région qui a été organisée pour fonctionner politiquement, socialement ou économiquement en une seule unité : une ville, un État indépendant, une enceinte, un diocèse ou une église paroissiale, une zone commerciale ou une ferme. Les aires de culture fonctionnelle ont des nœuds ou des points centraux où les fonctions sont coordonnées et dirigées, tels que les hôtels de ville, les capitales nationales, les bureaux de vote locaux, les églises paroissiales, les usines et les banques. En ce sens, les aires fonctionnelles possèdent également une configuration cœur-périphérie, à l'instar des aires culturelles formelles. De nombreuses aires fonctionnelles ont des frontières clairement définies qui incluent toutes les terres sous la juridiction d'un gouvernement urbain particulier, qui sont clairement délimitées sur une carte régionale, par une ligne séparant une juridiction d'une autre. 
Les aires culturelles vernaculaires, populaires ou perceptuelles sont celles vues comme telles par leurs habitants, comme en témoignent l'acceptation et l'utilisation généralisées d'un nom régional distinctif. Certaines aires vernaculaires sont basées sur des caractéristiques environnementales physiques ; d'autres trouvent leur fondement dans des caractéristiques économiques, politiques ou historiques. Les aires vernaculaires, comme la plupart des aires culturelles, n'ont généralement pas de frontières nettes et les habitants d'une aire donnée peuvent prétendre avoir leur résidence dans plusieurs de ces aires. Il découle du sentiment d’appartenance et d’identification des personnes avec une aire donnée.  Un exemple américain en est « Dixie ». Ils manquent souvent de l’organisation nécessaire pour les aires fonctionnelles bien qu’elles puissent être centrées sur un seul nœud urbain.  Souvent, elles ne présentent pas l'homogénéité culturelle qui caractérise les aires formelles. 
Allen Noble a résumé le développement des concepts d'aires culturelles en utilisant les termes "foyer culturel" (origine du terme inconnue), "noyau culturel" de Donald W. Meinig  pour la culture mormone publiée en 1970 et "zone source "de Fred Kniffen (1965) et plus tard de Henry Glassie (1968) pour les types de maisons et de granges. En dehors d'une zone centrale, il a cité l'utilisation par Meinigs des termes "domaine" (une zone dominante) et "sphère" (zone influencée mais non dominante).

## Frontière culturelle
Une frontière culturelle (également limite culturelle) en ethnologie est une frontière géographique entre deux cultures ethniques ou ethnolinguistiques identifiables.  Une frontière linguistique est nécessairement aussi une frontière culturelle, car la langue est une partie importante de la culture d'une société, mais elle peut également diviser des sous-groupes du même groupe ethnolinguistique selon des critères plus subtils, tels que la ligne Brünig-Napf-Reuss dans la communauté allemande en Suisse, le Weißwurstäquator en Allemagne ou la frontière de la Grande - Rivière entre les cultures néerlandaise et flamande. 
Dans l’ histoire de l’Europe , les principales frontières culturelles se trouvent : 
- en Europe occidentale entre l'Europe latine, où l'héritage de l'empire romain est resté dominant, et l'Europe germanique, où il a été fortement syncrétisé avec la culture germanique
- dans les Balkans, la ligne Jireček, qui sépare la zone d'influence dominante latine (Empire romain occidental) de celle d'influence dominante grecque (Empire romain oriental).

Les macro-cultures à l'échelle continentale sont également appelées "mondes", "sphères" ou "civilisations", telles que le monde musulman. 
Dans un contexte moderne, une frontière culturelle peut également être une division entre sous-cultures ou classes au sein d'une société donnée, telle que col bleu ou col blanc, etc. 
- Voir aussi: Isoglosse

## Rôle dans le conflit
Les frontières culturelles permettent de faire la différence entre un ami et un ennemi dans les conflits politiques et militaires. Le nationalisme ethnique et le pan-nationalisme cherchent parfois à unifier tous les locuteurs natifs d'une langue donnée, conçus comme un groupe ethnique cohérent ou une nation, en un seul État-nation doté d'une culture unifiée. L'association d'un groupe ethnolinguistique à un État-nation peut être inscrite dans les lois sur la nationalité et le rapatriement, qui définissent l'éligibilité à la citoyenneté sur la base de l'origine ethnique plutôt que du lieu de naissance. 
Dans d'autres cas, des tentatives ont été faites pour diviser les pays sur la base de frontières culturelles par sécession ou partition. Par exemple, le mouvement de la souveraineté du Québec cherche à séparer la province francophone, du Canada anglophone, afin de préserver sa langue et sa culture uniques, et la Partition des Indes a créé des pays séparés, majoritairement composés d'une majorité hindoue et d'une majorité musulmane. 

## Exemples
- Dichotomie Est-Ouest : notion d'une civilisation occidentale contrastant avec le Proche-Orient et l'Extrême-Orient
- Familles de langues : 
  - Europe slave
  - Europe germanophone
  - Peuples fenniques
  - Europe latine
  - Amérique latine
  - Europe celtique
  - Monde arabe
- Langues individuelles 
  - Anglosphère
  - Sphère arabe
  - la Francophonie
  - Hispanidad
    - Amérique hispanique / ibéro-américaine

  - Lusosphère
  - Langue allemande en Europe
  - Ceinture hindie
  - Sinophone
- Géographique 
  - Nord de l'Angleterre
  - Monde arabe
  - Grande Chine
  - Grande Inde / Indosphère
  - Grand Iran
  - Pays nordiques (langues germaniques du nord)
  - Caraïbes
- Religieux 
  - Chrétienté [8]
  - Monde musulman
  - Monde confucéen

### La musique
Une aire musicale est un espace culturel défini en fonction de l'activité musicale.  Cela peut ou non être en conflit avec les aires culturelles assignées à une région donnée.  Le monde peut être divisé en trois grands domaines de la musique, chacun contenant un « cultivé » ou musiques classiques « qui sont évidemment ses formes musicales les plus complexes » avec, à proximité, les styles folkloriques qui interagissent avec le « cultivé », et, sur le périmètre, les styles primitif : 
- Europe et Afrique sub-saharienne
  - sur la base partagées isométriques matériaux, gammes diatoniques, et la polyphonie à base de parallèles tiers, quarts et cinquièmes.
  - utilisera généralement les gammes naturelle majeure et mineure, ainsi que les modes dorien, lydien et mixolydien.
- Afrique du Nord, Asie de l'Ouest, Asie centrale, Asie du Sud, Indonésie et certaines parties de l'Europe méridionale. 
  - basé sur de petits intervalles partagés dans les gammes, les mélodies et la polyphonie.
  - utiliserait généralement la gamme harmonique mineure et la gamme phrygienne.
- Musique indienne, asiatique, orientale, sibérienne du nord et finno-ougrienne.
  - basé sur de grandes marches partagées aux échelles pentatonique et tétratonique.

Cependant, il ajoute ensuite que « le développement mondial de la musique doit être un processus unifié auquel tous les peuples ont participé » et que l'on retrouve des airs et des traits similaires dans des lieux étrangement isolés ou séparés à travers le monde.